# Diessenhofen
Diessenhofen é uma comuna da Suíça, no Cantão Turgóvia, com cerca de 3.196 habitantes. Estende-se por uma área de 10,0 km², de densidade populacional de 320 hab/km². Confina com as seguintes comunas: Basadingen-Schlattingen, Büsingen am Hochrhein (DE-BW), Dörflingen (SH), Gailingen am Hochrhein (DE-BW), Ramsen (SH), Schlatt, Unterstammheim (ZH), Wagenhausen.
A língua oficial nesta comuna é o Alemão.